# Vladislav Antonov
Pour les articles homonymes, voir Antonov.
Vladislav Antonov est un lugeur russe né le 21 septembre 1991. 
Il a remporté la médaille d'argent du relais par équipes aux Jeux olympiques d'hiver de 2014, à Sotchi. Quatre ans après les Jeux olympiques de Sotchi, cette médaille est retirée pour dopage de deux des lugeurs de l'équipe par le Comité international olympique avant d'être réattribuée après appel au Tribunal arbitral du sport.